# Led Zeppelin II
Led Zeppelin II is het tweede studioalbum van de Engelse rockband Led Zeppelin. Het album kwam op 22 oktober 1969 uit in de Verenigde Staten en op 31 oktober 1969 in Groot-Brittannië. De opnames vonden plaats op verschillende locaties in de VS en Groot-Brittannië van januari tot augustus 1969. Het was het eerste Led Zeppelin album waar geluidstechnicus Eddie Kramer aan mee werkte. Led Zeppelin II kenmerkt zich door de bluesstijl van de nummers en de gitaarriffs die als basis dienden voor het sterke geluid. Het wordt alom beschouwd als het hardste album van de band.
Het album stond in 1969/1970 totaal 23 weken genoteerd in de Nederlandse Album Top 100 met als hoogste notering de 1e positie.
Verschillende schrijvers en muziekrecensenten beschouwen Led Zeppelin II als een van de beste en meest invloedrijke albums ooit.

## Achtergrond
Led Zeppelin II is ontstaan tijdens de Europese en Noord-Amerikaanse concerttours van 1969 (januari-augustus). Elk nummer werd apart opgenomen, gemixt en geproduceerd in verschillende studio’s in de VS en Groot-Brittannië. Het hele album is geschreven tussen de concerten door. Er werd een studio geboekt en een nummer opgenomen. Omdat de opnames snel moesten gebeuren klonken de nummers heel spontaan. Sommige nummers waren het resultaat van improvisaties tijdens de concerten, vooral tijdens het spelen van het nummer "Dazed and Confused" werd veel geëxperimenteerd. De meeste nummers werden live opgenomen in de studio.
Een van de locaties waar het album werd opgenomen stond bekend als "de Hut", in Vancouver. De studio beschikte slechts over een 8-track installatie zonder koptelefoons. De Mystic Studio in Hollywood, Los Angeles, waar Chris Huston de techniek verzorgde, beschikte over een betere installatie.
Zanger Robert Plant klaagde over het feit dat het schrijven, opnemen en mixen van de nummers op zoveel verschillende locaties plaatsvond. De nummers "Thank You", "The Lemon Song" en "Moby Dick" werden gedubd en de nummers "Whole Lotta Love" en "Heartbreaker" gemixt tijdens de concerttour. Gitarist Jimmy Page verklaarde in een interview, dat hij in 1977 had met Dave Schulps, het volgende: 

In andere woorden, sommige nummers kwamen voort uit de repetities die we hadden voor de volgende concerttour om zodoende aan nieuw materiaal te komen.

## Productie
De productie van het album werd volledig aan Jimmy Page toegeschreven. Geluidstechnicus Eddie Kramer verklaarde: 

De mix van het nummer "Whole Lotta Love", waar alle geluiden door elkaar lijken te gaan, is het resultaat van het willekeurig aan knoppen draaien op het mengpaneel door Jimmy en mij.

Kramer complimenteerde Page voor het eindresultaat dat bereikt was, ondanks de wisselende omstandigheden waaronder het album werd opgenomen. Kramer: 

We bewerkten sommige nummers in de meest bizarre studio’s die je je kunt voorstellen... maar op het eind klonk het al met al geweldig... er had maar één man de leiding en dat was Dhr. Page.

Page en Kramer waren in totaal twee dagen bezig met de bewerking van het album in de A&R studio’s in New York.
Het album weerspiegelt de ontwikkeling van het geluid van Led Zeppelin en van hun live optredens. Robert Plant leverde voor het eerst teksten voor het album. Voor het debuutalbum van de band, Led Zeppelin, was dit niet mogelijk vanwege een contract dat Plant toen nog had met CBS Records.

## Hoesontwerp

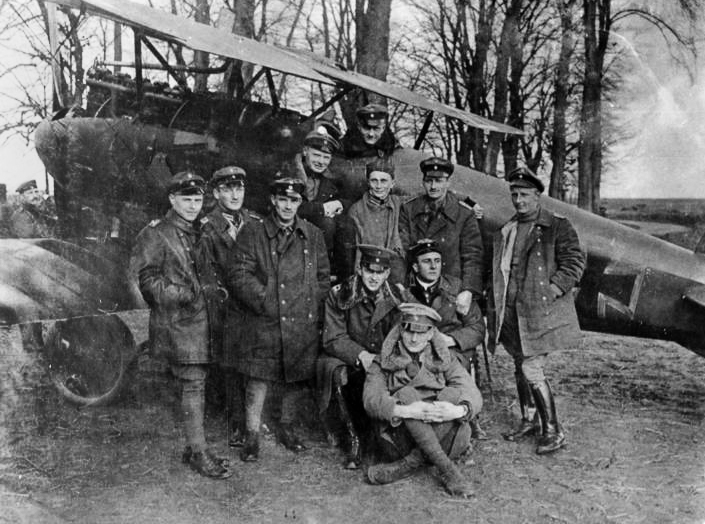
Foto van de Jagdstaffel 11 Divisie (23 april 1917) waarop de hoes is gebaseerd.

De platenhoes was een ontwerp van David Juniper. Hij en Page hadden samen gestudeerd aan de Kunstacademie van Sutton in Surrey.
Juniper’s ontwerp was gebaseerd op een foto van de zogeheten Jagdstaffel 11 Divisie van de Duitse luchtmacht uit de Eerste Wereldoorlog, onder commando van de Rode Baron. Juniper plakte de gezichten van de bandleden op de originele foto en voegde nog enkele andere toe. De blonde vrouw op de hoes moet de actrice Glynis Johns voorstellen. Dit zou een verwijzing kunnen zijn naar geluidstechnicus Glyn Johns die beweerde dat eigenlijk hij, en niet Jimmy Page, de producer van Led Zeppelin’s debuutalbum geweest was en zodoende het meeste werk had verricht.
Er staat ook een silhouet op van een Zeppelin tegen een bruine achtergrond wat het album de bijnaam "Brown Bomber" opleverde.

## Recensies
In eerste instantie waren de reacties op het album niet erg positief. Journalist John Mendelsohn, van het Amerikaanse muziektijdschrift Rolling Stone, schreef een negatieve recensie waarin hij de spot dreef met "het harde geluid" en "de witte blues" van de band. Hij schreef: 

Nadat je achthonderd keer het album beluisterd hebt, zoals ik gedaan heb, lijkt het wel alsof het maar één nummer is dat zich over de lengte van twee zijden uitstrekt.

 In het tijdschrift The Village Voice beschreef journalist Robert Christgau de band als; "de beste van de zogenaamde wah-wah bands, ze kwijlen op aanvraag". Ook vond hij alle nummers op elkaar lijken. Hij beoordeelde het album dan ook met de B-status. In 1970 gaf hij echter toe dat: "Led Zeppelin iedereen gewoon wegblies met hun harde muziek" en hij zette de gelijkmatigheid van Jimmy Page’s gitaarriffs af tegen de onvermoeibare kracht van Robert Plant’s zang. "Dit komt heel duidelijk naar voren op het tweede album en ik begin dit steeds meer en meer te zien als een artistieke overwinning van de band".

## Invloed
Led Zeppelin II is sindsdien beschouwd als hét standaard heavy-metalalbum. Volgens journalist Stephen Thomas Erlewine van Allmusic was het album "het voorbeeld voor alle toekomstige heavy-metalbands". Volgens auteur Robert Santelli was "Led Zeppelin het tijdperk van de bluesrock gepasseerd en al bezig met het ontwikkelen van het nog niet ontdekte hardrock genre". Door de blues beïnvloede nummers als "Whole Lotta Love", "Heartbreaker", "The Lemon Song", "Moby Dick" en "Bring It On Home" worden nog steeds beschouwd als voorbeeldnummers voor het heavy-metalgenre, waarin vooral de gitaarriffs een hoofdrol spelen. Deze manier van het arrangeren van nummers was in die tijd niet gebruikelijk binnen het populaire muziekgenre. De gitaarsolo van Jimmy Page in het nummer "Heartbreaker", is voor veel metal-gitaristen, waaronder Eddie van Halen en Steve Vai, een belangrijke inspiratiebron geweest.

## Heruitgave 2014
Op 2 juni 2014 werd er een geremasterde versie uitgegeven van Led Zeppelin II. De heruitgave verscheen in zes verschillende uitvoeringen: de standaard lp-editie, de standaard cd-editie, een Deluxe twee cd-editie, een Deluxe twee lp-versie, een Super Deluxe twee cd plus twee lp-versie met fotoboek en als digitale download (96k / 24-bit). De Deluxe en Super Deluxe edities bevatten bonus nummers waaronder alternatieve opnames en het nog niet eerder uitgebrachte instrumentale nummer "La La".

## Nummers

#### Originele uitgave 1969
1. Whole Lotta Love - 5:34 (Willie Dixon/Page/Plant/Jones/Bonham)
2. What Is and What Should Never Be - 4:44 (Page/Plant)
3. The Lemon Song - 6:20 (Page/Plant/Jones/Bonham)
4. Thank You - 3:50 (Page/Plant)
5. Heartbreaker - 4:15 (Page/Plant/Jones/Bonham)
6. Living Loving Maid (She's Just a Woman) - 2:40 (Page/Plant)
7. Ramble On - 4:35(Page/Plant)
8. Moby Dick - 4:25 (Page/Jones/Bonham)
9. Bring It On Home - 4:19 (Williamson)

#### Heruitgave 2014 Deluxe cd-versie bonus-cd
1. Whole Lotta Love (Ruwe mix met zang) - 5:38
2. What Is and What Should Never Be (Ruwe mix met zang) - 4:33
3. Thank You (Backing track) - 4:21
4. Heartbreaker (Ruwe mix met zang) - 4:24
5. Living Loving Maid (She's Just a Woman) (Backing track) - 3:08
6. Ramble On (Ruwe mix met zang) - 4:43
7. Moby Dick (Backing track) - 1:37
8. La La (Instrumentaal) (Intro/Outro, ruwe mix) - 4:07 (Page/Jones)

## Single
| Jaar | Titel                                                      | Lijst              | Positie |
| ---- | ---------------------------------------------------------- | ------------------ | ------- |
| 1970 | Whole Lotta Love / Living Loving Maid (She's Just a Woman) | Nederlandse Top 40 | 4       |

## Bezetting
- Robert Plant - zang, mondharmonica
- Jimmy Page - gitaar, theremin, achtergrondzang
- John Paul Jones - basgitaar, orgel, achtergrondzang
- John Bonham - drums, pauk, achtergrondzang

## Productie en techniek
- Peter Grant - Uitvoerend producent
- Eddie Kramer - Hoofd geluidstechniek
- George Chkiantz - Geluidstechnicus
- Chris Huston - Geluidstechnicus
- Andy Johns - Geluidstechnicus
- David Juniper - Albumhoes ontwerp
- Barry Diament - Cd-mastering
- Robert Ludwig - Lp-mastering (VS)
- George Marino - Digitale remastering